# چسینگتون
longitudeچسینگتونlatitudeچسینگتونboroughچسینگتون
چسینگتون (به انگلیسی: Chessington) یک ناحیه در لندن است که در کینگستون آپون تیمز واقع شده‌است.

## افراد ساکن مشهور
- انید بلایتون, author of Noddy, the Secret Seven and the Famous Five.
- پتولا کلارک, singer from the 1960s
- جرج کوهن, member of the 1966 England World Cup-winning team.
- کلی رایلی, actress